# 日産・MujiCar1000
MujiCar1000（ムジカー・セン）は、日産自動車が製造した乗用車であり、K11型マーチのバリエーションの一つ。
「無印良品」を展開する良品計画が企画、販売。実際の納車や整備等のサービスは日産ディーラーが担当した。
限定1,000台で販売を開始したものの、売れたのはわずか170台に過ぎなかった。

## スタイル・機構
マーチK11型をベースとし内外装を簡素化する一方、UVカット断熱グリーンガラス、オゾンセーフエアコン等の快適装備は残されている等随所にこだわりが見られたモデル。
その名の通りエンジンは1000ccのみで「良－低排出ガス車」認定、トランスミッションはフルレンジ電子制御4速オートマチックのみであった。

### ベース車からの変更点
出典:
- 専用ボディーカラー マーブルホワイト
- 専用デザインラジエーターグリル
- 専用デザインリヤコンビランプ（K11型初期モデルからの流用）
- 専用メーターパネル（クリーム地）
- 前席専用クロスシート
- 前席専用穴あきヘッドレスト
- 後席ダブルフォールディング（マーチBOXからの流用）
- 後席ビニール表皮（ISO FIX対応チャイルドシート用アンカー付き）
- ラゲッジルームビニール内張り
- 無塗装バンパー
- 無塗装ドアミラー（電動格納式）
- 専用デザインキー
- 1DINタイプCD一体AM/FM電子チューナーラジオ（2スピーカー）

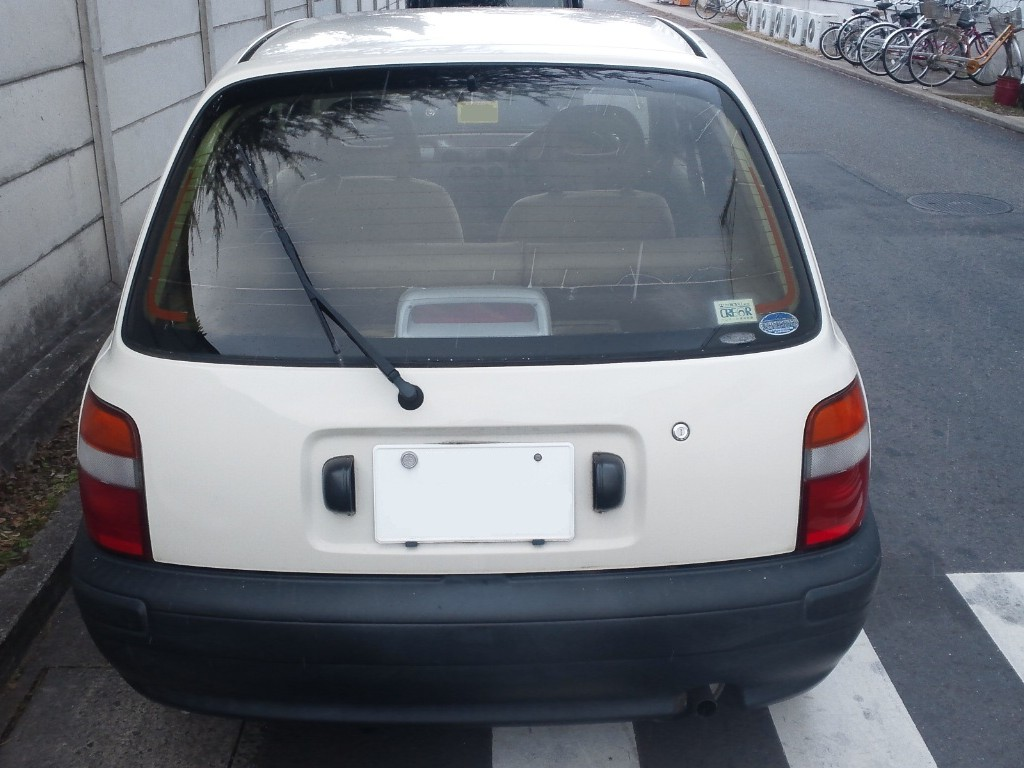
後面

## 歴史
- 2001年4月20日、申し込み開始[4]。
- 2001年5月11日、無印良品が運営する通信販売WEBサイト「ムジ・ネット」を通して1000台限定で発売された。